# Jennifer Cerquera
Jennifer Cerquera Hatiusca (8 novembre 1988) è una nuotatrice artistica colombiana.

## Biografia
Ai Giochi centramericani e caraibici di Mayagüez 2010 ha vinto quattro medaglie d'argento e una di bronzo.
Ha partecipato ai mondiali di Shanghai 2011 e Barcellona 2013.
Ai mondiali di Gwangju 2019, con il connazionale Gustavo Sánchez, si è classificata 8ª nel duo misto tecnico e nel libero.
Ai mondiali di Budapest 2022 si è classificata 6ª nel duo misto programma libero e tecnico, sempre con il connazionale Gustavo Sánchez.

## Palmarès
- Giochi centramericani e caraibici

Mayagüez 2010: argento nel libero combinato, argento nel duo tecnico, nelle squadra libero, argento nelle squadre tecnico, bronzo nel duo libero;

### Coppa del Mondo
- 7 podi:
  - 3 secondi posti (3 nel duo)
  - 4 terzi posti (4 nel duo)